# Biševo
La Isla Biševo (en croata: Otok Biševo) es una isla en el mar Adriático, en Croacia. Está situada en el centro del archipiélago dálmata, a cinco kilómetros al suroeste de la isla de Vis. Su superficie es de 5,8 kilómetros cuadrados y tiene una población de 11 personas (Según datos de 2011) Se compone de piedra caliza, y su punto más alto es Straženica, a 239 m de altura. En el centro de la isla hay un campo fértil, mientras que la parte norte de la isla está cubierta de bosques de pinos y el resto de la isla está cubierta de matorrales. El cinturón de mar en la costa es una rica zona de pesca. Las principales industrias son la viticultura y la pesca.